# Іплул-Іль
Іплул-Іль (д/н — бл. 2350 до н. е.) — 7-й енсі-гал (верховний володар) Другого царства Марі близько 2380—2350 року до н. е. — за середньою хронологією, (за короткою хронологією — 2280—2250 до н. е.)

## Життєпис
Спадкував володареві Ікун-Марі. Відновив війну проти Ебли, головною причиною яких було бажання контролювати торгівельні шляхи від Середземного моря до Шумеру.

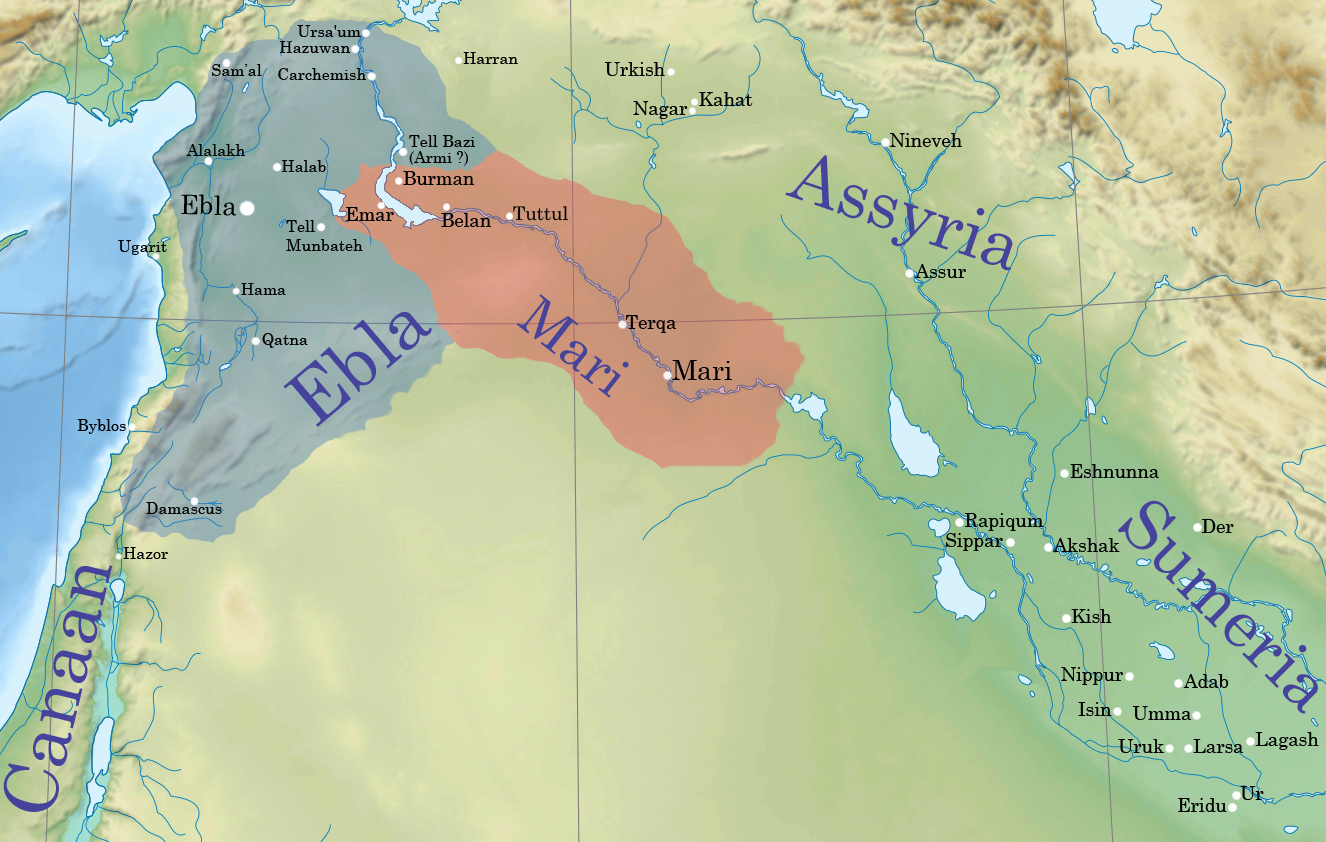
Марі за часів Іплул-Іля

Спочатку маріотський володар перекрив шлях з Ебли до держав Нагар і Кіш. Потім захопив й сплюндрував місто Галаланені. За цим виступив проти держави Абарсал (на північ від Нагару), завдавши поразки тамтешньому цареві в області Загіран. Слідом захопив міста Абуру й Ілгі в області Белан. Наступним кроком стало вторгнення до області Сугурум (біля закруту річки Євфрат), де було захоплено міста Шадаб, Аддаліні та Арісум. У долині Тигру Іблул-Іль знову захопив міста Нагал, Нубат і Ша-да в Гасурі, в битві в землі Ганане здобув перемогу.
Іплул-Іль перетнув Євфрат, просунувся до міста Нераад, захопивши важливу фортецю Хасуван. Невдовзі завдав рішучої поразки малікуму Іґріш-Халапу, який вимушен був визнати зверхність Марі та сплатити данину в 2193 міни срібла й 26 сіклів золота. При цьому під владу Марі переходили землі з містами Белан, Бурман і Емар. завдяки цьому було встановлено контроль над шляхом від Шумеру до Халапу, а тривала торгівельна монополія еблаїтських купців порушена.
Спадкував йому Ні-зі.